# Saint-Nauphary
Saint-Nauphary település Franciaországban, Tarn-et-Garonne megyében. Lakosainak száma 1934 fő (2022. január 1.). Saint-Nauphary Corbarieu, Génébrières, Léojac, Montauban, Reyniès, La Salvetat-Belmontet, Varennes, Verlhac-Tescou és Villebrumier községekkel határos.

## Népesség
A település népessége az elmúlt években az alábbi módon változott:
| Lakosok száma | 1765 | 1820 | 1873 | 1843 | 1857 | 1875 | 1907 | 1921 | 1934 |
|               | 2013 | 2015 | 2016 | 2017 | 2018 | 2019 | 2020 | 2021 | 2022 |